# NGC 746
NGC 746 is een onregelmatig sterrenstelsel in het sterrenbeeld Andromeda. Het hemelobject werd op 12 september 1885 ontdekt door de Amerikaanse astronoom Lewis A. Swift.

## Synoniemen
- PGC 7399
- UGC 1438
- MCG 7-5-3
- ZWG 538.4
- IRAS01548+4441